# Šentgotard
Šentgotard este o localitate din comuna Zagorje ob Savi, Slovenia, cu o populație de 64 de locuitori.